# Shin-Toho
La Shintōhō Co. Ltd. (新東宝株式会社?, Shintōhō kabushiki kaisha), oppure New Tōhō Company) era una casa di produzione cinematografica giapponese. Fu una delle 6 maggiori case di produzione che operarono durante il periodo d'oro del Cinema Giapponese. Fondata sulle rovine dell'originale Tōhō Company, dichiarò bancarotta nel 1961 dopo l'ultima produzione: Jigoku. Produsse alcuni film di Kōzō Saeki.